# Hotepibrê Qémaou-Sa-Hornedjhéritef
Hotepibrê Qémaou-Sa-Hornedjhéritef est un roi de la XIIIe dynastie. 

## Attestations
Une statue dédiée à Ptah et portant le nom d'Hotepibrê a été trouvée à Pi-Ramsès, mais son lieu d'origine est inconnu. Un bloc de temple de Hiérakon portant son nom se trouve aujourd'hui au Musée égyptien du Caire (Temp 25.4.22.3). Ce roi est également connu par une masse cérémonielle trouvée à l'intérieur de la Tombe du Seigneur des Chèvres à Ebla, dans l'actuelle nord de la Syrie du Nord ; la masse était un cadeau d'Hotepibrê au roi éblaïte Immeya qui était son contemporain. Hotepibrê est parfois aussi crédité comme le fondateur d'un palais récemment redécouvert à Avaris.

## Interprétations du nom de Sa-Rê
Son nom de Sa-Rê complet est Qémaou-Sa-Hornedjhéritef. Ce nom a été traduit de différentes manières : 
- Kim Steven Bardrum Ryholt, dans sa théorie des doubles noms filiaux, écrit ce nom Qémaou-Sahornedjhéritef - sa signifiant « fils » se rapporterait donc à Hor, c'est-à-dire Horus - et traduit ce nom comme (Le fils de) Qémaou, le fils d'Horus vengeur de son père. Ce nom et cette théorie montreraient donc qu'il est le fils d'Amény-Qémaou, et par exention, toujours selon Ryholt, le petit-fils de Sekhemkarê Amenemhat, le neveu d'un certain Antef et le cousin de Séânkhibrê Amény-Antef-Amenemhat[1] ;
- Julien Siesse réfute la théorie des doubles noms filiaux, argumentant qu'à cette époque, que ce soit dans la sphère royale ou dans celle des simples particuliers, l'usage des surnoms était relativement courante pour permettre de distinguer les personnes d'une même famille portant un même nom. Ainsi, Julien Siesse écrit ce nom Qémaou-Sa-Hornedjhéritef - sa se rapportant cette fois-ci à Qémaou - et traduit le nom de Sa-Rê en Le fils de Qémaou, Horus vengeur de son père. Hotepibrê serait donc le seul roi connu à revendiquer sa filiation avec son prédécesseur dans son propre nom de Sa-Rê. Julien Siesse ajoute que la lecture Le fils d'Horus vengeur de son père est peu probable du fait que le roi est assimilé à Horus lui-même, et non pas à son fils[5].

## Famille
Hotepibrê est probablement le fils d'Amény-Qémaou. Or, ce dernier est également connu pour être le père d'une princesse nommée Hatchepsout, ce qui ferait d'elle la (demi-)sœur d'Hotepibrê.
Ryholt, s'appuyant sur sa théorie des doubles noms filiaux, élargie la famille d'Hotepibrê en faisant de lui le petit-fils de Sekhemkarê Amenemhat, le neveu d'un certain Antef et le cousin de Séânkhibrê Amény-Antef-Amenemhat.

## Position chronologique
Le Canon royal de Turin indique deux rois portant le nom de Séhotepibrê (colonne lignes 7 et 12). Si Qémaou-Sa-Hornedjhéritef porte en tant que nom de Nesout-bity celui d'Hotepibrê, un autre roi porte lui le nom de Nesout-bity Séhotepibrê. Ainsi, les égyptologues ne sont pas tous d'accord sur l'ordre chronologique de ces deux rois :
- Detlef Franke, Jürgen von Beckerath et Claude Vandersleyen le placent après[6],[7],[8] ;
- Kim Steven Bardrum Ryholt, Darrell Baker et Julien Siesse le placent avant[1],[9],[10],[11].

De plus, le fait que le Canon royal de Turin donne également à Qémaou-Sa-Hornedjhéritef le nom de Séhotepibrê fait qu'il a parfois été nommé « Sehotepibrê Ier » ou « Sehotepibrê II ».